# MSC Opera
Le MSC Opera est un navire de croisière de Classe Lirica construit en 2004 par les Chantiers de l'Atlantique de Saint-Nazaire pour la société MSC Croisières.
Le MSC Opera est le sister-ship des MSC Armonia, MSC Lirica et MSC Sinfonia.
Il dispose de 13 ponts, 780 cabines et d’une capacité d’accueil de 2 069 passagers en plus des 700 membres d’équipage.
En novembre 2013, MSC Croisières annonce que les MSC Armonia, MSC Lirica, MSC Opera et MSC Sinfonia vont être allongés de 24 m par Fincantieri. Pour le  MSC Opera les travaux d'agrandissement se terminent en 2015, 200 cabines de plus ainsi que de nouveaux espaces publics dont un restaurant ont été ajoutés.

## Baptême
Le navire a été baptisé le 26 juin 2004 à Naples par Sophia Loren. Il a été le deuxième de la nouvelle génération phare de la société.

## Description
L'équipement du navire comprend :
- 13 ponts dont 9 ponts passagers.
- 9 ascenseurs.
- Systèmes afin de réduire les vibrations et la réduction du bruit dans les lieux publics.
- 132 suites avec balcon privé.
- 2 suites familiales avec fenêtre.
- 370 cabines extérieures avec hublot.
- 276 cabines intérieures.
- TV interactive, minibar, coffre-fort, radio, salle de bains avec douche ou baignoire, sèche-cheveux, climatisation et chauffage, téléphone et Internet sans fil.
- Services (accueil, bureau d'excursions, centre médical).
- Broadway Theater avec 713 sièges.
- 4 restaurants.
- 8 bars dont un externe.
- Centre de beauté (thalassothérapie, hammam, sauna, salle de gym, massage, salon de beauté, salon de coiffure, musculation, salle de fitness).
- Sport : piste de jogging, jeu de palets, mini-golf, centre sportif.
- Plaisir : boutiques, cafés internet, casino, discothèque, salle de jeux, bibliothèque, aire de jeux et mini-club.

## Accidents
- Le 2 juin 2019, à Venise, en route pour le terminal croisière, le MSC Opera a perdu le contrôle de sa propulsion à la suite d'une panne moteur. Malgré les tentatives des deux remorqueurs qui l’accompagnaient pour le retenir, le navire a heurté vers 8H30 le quai. Sur place, se trouvait le navire de croisière fluviale River Countess. Ce dernier était en train de débarquer ses passagers quand le MSC Opera a surgi et l'a heurté[1].
- Le 25 mars 2011, lors d'une manœuvre dans le port de Buenos Aires, Le MSC Opera entra en collision avec le quai perçant la coque au-dessus de la ligne de flottaison[2].
- Le dimanche 15 mai 2011, le paquebot géant, a dérivé durant toute la journée au large de l'île suédoise du Gotland, dans la Baltique, après avoir subi une panne électrique. Les 1 800 passagers ont dû débarquer sans encombre à Stockholm au lieu de poursuivre leur voyage vers Saint-Pétersbourg[3].

## Sisters-Ships
- MSC Lirica
- MSC Sinfonia
- MSC Armonia